# Concertante
Un concertante (también llamado concertato) es la parte de una ópera en la que todos o la mayoría de los personajes cantan junto con el coro, entrelazando sus líneas vocales en forma contrapuntística.
Desde el siglo XVIII los concertantes de la ópera italiana se sitúan preferentemente como finales de actos intermedios, y más raramente como conclusión de una escena o al final de la obra.
Durante la época romántica, se suelen articular en las partes habituales de los números operísticos: tiempo de ataque, cantabile (en ocasiones a capela), tiempo intermedio y stretta (equivalente a la cabaletta). Posteriormente esta forma cerrada evoluciona a concertantes más amplios y mejor integrados en el continuum musical de la obra.
- Datos: Q2835991